# عمرو بن دينار
أبو محمد عمرو بن دينار الجمحي المكي (46 - 126هـ/ 666- 743م) الملقب بالأثرم، تابعي وفقيه ومحدث ومفتي مكّي.

## سيرته
ولد أبو محمد عمرو بن دينار سنة 45 هـ أو سنة 46 هـ لأسرة أصولها من الفرس من موالي موسى بن باذان مولى بني جمح. وقد نشأ عمرو بن دينار في مكة، وسمع عددًا كبيرًا ممن أدركهم من صحابة النبي محمد وتابعيهم، حتى غدا شيخ الحرم في زمانه، كما صارت له الفتيا فيها. وقد عُرف عن عمرو بن دينار اجتهاده وحرصه في التعبّد، فقد روى أنه كان يُجزّأ الليل ثلاثة أجزاء، ثلث للنوم، وثلث لدراسة الحديث، وثلث للصلاة، كما روى ابن عيينة أنه كان لا يدع إتيان المسجد، حتى وهو مُقعد حيث كان يأتي المسجد محمولاً على حمار.
وقد توفي عمرو بن دينار سنة 126 هـ أو 125 هـ أو 129 هـ، ورجّح سفيان بن عيينة وفاته في سنة 126 هـ، وحدد وفاته في أول تلك السنة.

## روايته للحديث النبوي
- روى عن: عبد الله بن عباس وجابر بن عبد الله وعبد الله بن عمر وأنس بن مالك وعبد الله بن جعفر بن أبي طالب وأبي الطفيل عامر بن واثلة وعبد الله بن الزبير وأبي سعيد الخدري والبراء بن عازب وعبد الله بن عمرو بن العاص وزيد بن أرقم والمسور بن مخرمة وبجالة بن عبدة التميمي وعبيد بن عمير الليثي وأبي المنهال عبد الرحمن بن مطعم وجابر بن زيد وأبي سلمة بن عبد الرحمن وطاووس بن كيسان وسعيد بن جبير ومحمد الباقر[3] والحسن بن محمد بن الحنفية وأبي صالح ذكوان السمان وسالم بن شوال وسالم بن عبد الله بن عمر بن الخطاب والسائب بن يزيد وسعيد بن أبي بردة الأشعري وسعيد بن الحويرث وسعيد بن المسيب وسليمان بن يسار وأبي موسى صهيب الحذاء وطلق بن حبيب العنزي وعامر بن سعد بن أبي وقاص وعامر بن عبد الله بن الزبير وعبد الله بن صفوان وعبد الله بن كيسان مولى أسماء وعبد الرحمن بن سعاد المدني[5] وعبد العزيز بن رفيع وعتاب بن حنين وعروة بن الزبير وعروة بن عامر المكي وعطاء بن أبي رباح وعطاء بن ميناء وعطاء بن يسار وعكرمة مولى ابن عباس وعمرو بن أوس الثقفي وعمرو بن عبد الله بن صفوان والقعقاع بن حكيم وكريب مولى ابن عباس ومجاهد بن جبر ومحمد بن جبير بن مطعم ومحمد بن طلحة بن يزيد بن ركانة ومحمد بن قيس المدني ومحمد بن كعب القرظي ونافع بن جبير بن مطعم وهشام بن يحيى بن العاص وهلال بن يساف ووهب بن منبه ويحيى بن جعدة بن هبيرة ويزيد بن جعدبة الليثي وأبي سعيد بن رافع وأبي السوداء صاحب ابن عمر وأبي شريح الخزاعي وأبي العباس الشاعر الأعمى وأبي قابوس مولى عبد الله بن عمرو بن العاص وأبي معبد مولى ابن عباس.[8]
- روى عنه: ابن أبي مليكة وقتادة بن دعامة والزُهري وأيوب السختياني وعبد الله بن أبي نجيح وجعفر الصادق وعبد الملك بن ميسرة وابن جريج وشعبة بن الحجاج وسفيان الثوري وحماد بن سلمة وحماد بن زيد وورقاء بن عمر اليشكري ومحمد بن مسلم الطائفي وداود بن عبد الرحمن العطار وإبراهيم بن طهمان وروح بن القاسم وزمعة بن صالح وسليمان بن كثير وعمرو بن الحارث ومعقل بن عبيد الله الجزري وهشيم بن بشير وأبو عوانة الوضاح بن عبد الله وأبو الربيع السمان وسفيان بن عيينة[3] وأبان بن يزيد العطار وإبراهيم بن إسماعيل بن مجمع وإبراهيم بن يزيد الخوزي وإسماعيل بن مسلم المكي وحاتم بن أبي صغيرة والحسن بن صالح بن حي والحسين بن واقد وداود بن قيس الفراء وزكريا بن إسحاق المكي وسعيد بن بشير وسليم بن حيان وعبد الله بن بديل وعبد العزيز بن رفيع وعزرة بن ثابت وعمر بن حبيب المكي وقرة بن خالد السدوسي وقريش بن حيان وقيس بن سعد المكي ومالك بن أنس ومحمد بن ثابت العبدي ومحمد بن جحادة ومحمد شريك المكي ومسعر بن كدام ومطر الوراق ومنصور بن زاذان ويحيى بن أبي يحيى[9] ويزيد بن إبراهيم التستري وأبو غانم يونس بن نافع الخراساني.[10]
- الجرح والتعديل: وثّقه أبو زرعة الدمشقي وأبو حاتم الرازي وسفيان بن عيينة[11] وأحمد بن شعيب النسائي[3] والفضل بن دكين،[6] كما روى له الجماعة.[12]

## مكانته الدينية
أثني الكثيرون على علم عمرو بن دينار، فقال عبد الله بن أبي نجيح: «ما رأيت أحدًا قط أفقه من عمرو بن دينار، لا عطاء ولا مجاهدًا ولا طاوُسًا»، وقال أبو زرعة الدمشقي: «كان عمرو بن دينار من أوعية العلم، وأئمة الاجتهاد»، وقال شعبة بن الحجاج: «ما رأيت في الحديث أثبت من عمرو بن دينار، ولا الحكم ولا قتادة»، وقال سفيان بن عيينة: «ما أعلم أحدًا أعلم بعلم ابن عباس رضى الله عنهما من عمرو»، وقال أيضًا: «ما كان عندنا أحد أفقه من عمرو بن دينار، ولا أعلم، ولا أحفظ منه»، وقال: «حديثًا أسمعه من عمرو أحب إلي من عشرين من غيره»، وقال يحيى بن سعيد القطان: «عمرو أثبت من قتادة»،
كما عرف له معاصروه فضله، فقد روي عن محمد الباقر قوله: «إنه ليزيدني في الحج رغبة لقاء عمرو بن دينار، فإنه يحبنا ويفيدنا»، وحين زار عمرو بن دينار منفردًا محمدًا الباقر، أمر الباقر أخويه زيد وأخ آخر له أن يقوما له، ليساعدوه في النزول من دابته. كما أوصى طاووس بن كيسان ابنه قائلاً: «إذا قدمت مكة، فعليك بعمرو بن دينار، فإن أُذنيه كانتا قمعًا للعلماء». وحين سأل سفيان بن عيينة عطاءً بن أبي رباح بمن يأمره بمجالسته ليستقي منه العلم، أمره عطاء بأن يلزم عمرو بن دينار. وحين سأل سفيان بن عيينة أيضًا مسعر بن كدام الفقيه قائلاً: «من أثبت من أدركت؟»، أجاب مسعر قائلاً: «ما رأيت أثبت من عمرو بن دينار والقاسم بن عبد الرحمن».